# Paradise Papers

In rosa i paesi di provenienza delle personalità coinvolte nello scandalo

I Paradise Papers sono un insieme di 13,4 milioni di documenti riservati relativi ad investimenti offshore che sono stati scoperti dal quotidiano tedesco Süddeutsche Zeitung. Il giornale li ha condivisi con il Consorzio internazionale dei giornalisti investigativi, di cui alcuni articoli sono stati resi pubblici il 5 novembre 2017.
I documenti appartengono allo studio legale offshore Appleby, con sede alla isole Bermuda datati tra il 1950 ed il 2016, ai fornitori di servizi aziendali Asiaciti Trust e ad altri 19 registri di società con sede in vari paradisi fiscali. Contengono i nomi di più di 120 000 persone e aziende. Tra coloro i cui affari finanziari sono menzionati vi sono il Principe Carlo e la regina Elisabetta II, il presidente della Colombia Juan Manuel Santos e il segretario del commercio degli Stati Uniti Wilbur Ross. Si tratta della seconda fuga di dati e notizie più grande della storia, costituita da circa 1,4 terabytes di informazioni, dietro solo ai Panama Papers nel 2016.
Secondo i documenti emersi, Facebook, Twitter, Apple, Disney, Uber, Nike, Walmart, Allianz, Siemens, McDonald's, Yahoo! e Lidl sono tra le aziende che possiedono società offshore nei paradisi fiscali.
Secondo l'Express Tribune, "Apple, Nike e Facebook hanno evaso miliardi di dollari in tasse usando società offshore".